# Avaliação Cognitiva de Montreal
A Avaliação Cognitiva de Montreal (MoCA) é uma avaliação de triagem amplamente utilizada para detectar comprometimento cognitivo. Foi criado em 1996 por Ziad Nasreddine em Montreal, Quebec. Foi validada no contexto de comprometimento cognitivo leve (CCL) e posteriormente foi adotado em vários outros contextos clínicos. Este teste é estruturado em 30 pontos e leva 10 minutos para ser concluído pelo indivíduo. A versão original em inglês é realizada em sete etapas, que podem mudar em alguns países após uma adaptação, dependendo da educação e cultura. Os principais aspectos básicos deste teste incluem memória de curto prazo, função executiva, atenção, foco entre outras funções cognitivas.

## Estrutura
O MoCA é uma escala psiquiátrica breve estruturada em uma página com 30 pontos, administrado em aproximadamente 10 minutos. As instruções para a realização do teste e administração estão disponíveis para os médicos online. O teste está disponível em 46 idiomas e dialetos (em 2017).

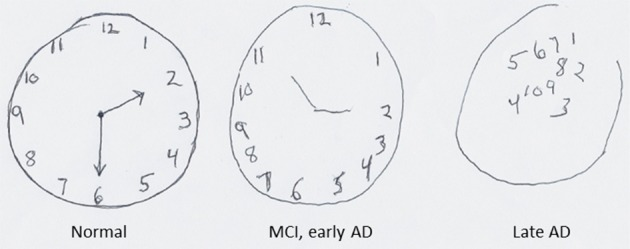
Nesta tarefa de desenho de relógio, o sujeito é solicitado a desenhar um relógio com as horas e marcando 2:30. Resultados sucessivos mostram uma deterioração da capacidade de processamento de padrões em um sujeito à medida que ele progride de comprometimento cognitivo leve (CCL) para doença de Alzheimer (DA) grave

O MoCA avalia vários domínios cognitivos:
- A tarefa de recuperação de memória de curto prazo (5 pontos) envolve duas tentativas de aprendizagem de cinco substantivos e recuperação tardia após aproximadamente cinco minutos.
- As habilidades visoespaciais são avaliadas por meio de uma tarefa de desenho de relógio (3 pontos) e uma cópia de um cubo tridimensional (1 ponto).
- Vários aspectos da função executiva são avaliados usando uma tarefa de alternância adaptada da tarefa B de criação de trilhas (1 ponto), uma tarefa de fluência fonêmica (1 ponto) e uma tarefa de abstração verbal de dois itens (2 pontos).
- Atenção, concentração e memória de trabalho são avaliadas usando uma tarefa de atenção sustentada (detecção de alvo usando toques; 1 ponto), uma tarefa de subtração serial (3 pontos) e dígitos para frente e para trás (1 ponto cada).
- A linguagem é avaliada por meio de uma tarefa de nomeação de confronto de três itens com animais de baixa familiaridade (leão, camelo, rinoceronte; 3 pontos), repetição de duas frases sintaticamente complexas (2 pontos) e a tarefa de fluência mencionada anteriormente.
- O raciocínio abstrato é avaliado usando uma tarefa de descrição de similaridade com 2 pontos disponíveis.
- Por fim, a orientação temporal e espacial é avaliada perguntando ao sujeito a data e a cidade em que o teste será realizado (6 pontos).

Como o MoCA é originalmente do inglês, traduções e adaptações linguísticas e culturais são feitas para adequar o teste para outros países. diversas variáveis culturais e linguísticas, como sexo, idade e nível educacional, podem afetar as normas do MoCA em diferentes países e línguas, por exemplo, o sueco. Várias pontuações de corte foram sugeridas em diferentes idiomas para compensar o nível de educação da população, e modificações também foram necessárias para abarcar diferenças linguísticas e culturais entre diferentes idiomas ou países; no entanto, nem todas as versões foram validadas.

## Eficácia

### Estudo de teste MoCA
Um estudo de validação do teste MoCA realizado por Nasreddine em 2005 indicou que o MoCA era uma ferramenta promissora para  auxiliar clínicos a detectar DCL e doença de Alzheimer precoce com alta sensibilidade e especificidade, comparado com o conhecido Mini-Exame do Estado Mental (MEEM).
De acordo com esse estudo de validação, a sensibilidade e a especificidade do MoCA para detecção de DCL foram de 90% e 87%, respectivamente, em comparação com 18% e 100%, respectivamente para o MMSE. Estudos subsequentes em outros cenários foram menos promissores, embora geralmente superiores ao MMSE.
Outros estudos testaram o MoCA em pacientes com doença de Alzheimer e doença de Parkinson.
Pessoas que apresentam algum grau de perda auditiva, que em geral pode ocorrer junto com demência, apresentam uma pior pontuação no teste MoCA, o que pode levar a um diagnóstico falso de demência. Os pesquisadores desenvolveram uma versão adaptada do teste MoCA, que é precisa e confiável e evita a necessidade de as pessoas ouvirem e responderem às perguntas.

### Recomendações
Os Institutos Nacionais de Saúde e a Rede Canadense de AVC recomendaram subconjuntos selecionados do MoCA para a detecção de comprometimento cognitivo vascular.

## Pontuação
As pontuações do MoCA variam entre 0 e 30. Uma pontuação de 26 ou mais é considerada normal. Num estudo, as pessoas sem deficiência cognitiva obtiveram uma pontuação média de 27,4; as pessoas com DCL obtiveram uma pontuação média de 22,1; as pessoas com doença de Alzheimer obtiveram uma pontuação média de 16,2.
Em um estudo realizado por Ihle-Hansen et al. (2017), de 3.413 participantes noruegueses com idades entre 63 e 65 anos, dos quais 47% tinham ensino superior (mais de 12 anos), menos de 5% dos indivíduos pontuaram 30/30 com uma pontuação média de MoCA de 25,3 e 49% pontuaram abaixo do ponto de corte sugerido de 26 pontos, levando os autores a sugerir que "o ponto de corte pode ter sido definido muito alto para distinguir a função cognitiva normal do DCL".

## Outras aplicações
Como o MoCA avalia múltiplos domínios cognitivos, ele pode ser uma ferramenta útil de triagem cognitiva para várias doenças neurológicas que afetam populações mais jovens, como a doença de Parkinson, comprometimento cognitivo vascular, doença de Huntington, metástase cerebral, distúrbio do comportamento do sono, tumores cerebrais primários (incluindo gliomas de alto e baixo grau), esclerose múltipla e outras condições, como lesão cerebral traumática, comprometimento cognitivo da esquizofrenia e insuficiência cardíaca . O teste também é usado em hospitais para determinar se os pacientes devem viver sozinhos ou com um assistente domiciliar.